# Coppa UDEAC 1985
La Coppa UDEAC 1985 (1985 UDEAC Cup) fu la seconda edizione della Coppa UDEAC, competizione calcistica per nazione organizzata dalla UNIFFAC. La competizione si svolse in Congo-Brazzaville dal 7 dicembre al 19 dicembre 1985 e vide la partecipazione di sei squadre: Camerun, Ciad, Congo-Brazzaville, Gabon, Guinea Equatoriale e Rep. Centrafricana.

## Formula
- Qualificazioni

Nessuna fase di qualificazione. Le squadre sono qualificate direttamente alla fase finale.
- Fase finale

Fase a gruppi - 6 squadre, divise in due gruppi da tre squadre. Giocano partite di sola andata, le prime due classificate si qualificano per la fase a eliminazione diretta.
Fase a eliminazione diretta - 4 squadre, giocano partite di sola andata. La vincente si laurea campione UDEAC.

## Squadre partecipanti
| Pr. | Squadra            | Data di qualificazione certa | Partecipante in quanto | Partecipazioni precedenti al torneo | Ultima presenza        |
| --- | ------------------ | ---------------------------- | ---------------------- | ----------------------------------- | ---------------------- |
| 1   | Camerun            | -                            | Qualificata di diritto | 1 (1984)                            | Congo-Brazzaville 1984 |
| 2   | Ciad               | -                            | Qualificata di diritto | 1 (1984)                            | Congo-Brazzaville 1984 |
| 3   | Congo-Brazzaville  | -                            | Qualificata di diritto | 1 (1984)                            | Congo-Brazzaville 1984 |
| 4   | Gabon              | -                            | Qualificata di diritto | 1 (1984)                            | Congo-Brazzaville 1984 |
| 5   | Guinea Equatoriale | -                            | Qualificata di diritto | 1 (1984)                            | Congo-Brazzaville 1984 |
| 6   | Rep. Centrafricana | -                            | Qualificata di diritto | 1 (1984)                            | Congo-Brazzaville 1984 |

Nella sezione "partecipazioni precedenti al torneo", le date in grassetto indicano che la nazione ha vinto quella edizione del torneo, mentre le date in corsivo indicano la nazione ospitante.

## Fase finale

### Fase a gruppi

#### Gruppo A

##### Classifica
| Pos | Squadra            | P.ti | G | V | N | P | GF | GS | DR |
| --- | ------------------ | ---- | - | - | - | - | -- | -- | -- |
| 1   | Gabon              | 4    | 2 | 2 | 0 | 0 | 5  | 0  | +5 |
| 2   | Congo-Brazzaville  | 2    | 2 | 1 | 0 | 1 | 4  | 2  | +2 |
| 3   | Rep. Centrafricana | 0    | 2 | 0 | 0 | 2 | 1  | 8  | -7 |

##### Risultati
| 7 dicembre 1985 | Gabon | 1 – 0 | Congo-Brazzaville |  |

| 9 dicembre 1985 | Congo-Brazzaville | 4 – 1 | Rep. Centrafricana |  |

| 11 dicembre 1985 | Gabon | 4 – 0 | Rep. Centrafricana |  |

#### Gruppo B

##### Classifica
| Pos | Squadra            | P.ti | G | V | N | P | GF | GS | DR |
| --- | ------------------ | ---- | - | - | - | - | -- | -- | -- |
| 1   | Camerun            | 3    | 2 | 1 | 1 | 0 | 4  | 2  | +2 |
| 2   | Ciad               | 2    | 2 | 0 | 2 | 0 | 3  | 3  | 0  |
| 3   | Guinea Equatoriale | 1    | 2 | 0 | 1 | 1 | 1  | 3  | -2 |

##### Risultati
| 8 dicembre 1985 | Camerun | 2 – 0 | Guinea Equatoriale |  |

| 10 dicembre 1985 | Ciad | 1 – 1 | Guinea Equatoriale |  |

| 12 dicembre 1985 | Ciad | 2 – 2 | Camerun |  |

### Fase a eliminazione diretta

#### Tabellone
|  | Semifinali        | Semifinali        | Semifinali        |                   |       | Finale          | Finale          | Finale          |  |
|  |                   |                   |                   |                   |       |                 |                 |                 |  |
|  | Gabon             | Gabon             | 3                 |                   |       |                 |                 |                 |  |
|  | Gabon             | Gabon             | 3                 |                   |       |                 |                 |                 |  |
|  | Ciad              | Ciad              | 0                 |                   |       |                 |                 |                 |  |
|  | Ciad              | Ciad              | 0                 |                   | Gabon | Gabon           | 3               |                 |  |
|  |                   |                   |                   |                   | Gabon | Gabon           | 3               |                 |  |
|  |                   |                   | Congo-Brazzaville | Congo-Brazzaville | 0     |                 |                 |                 |  |
|  | Camerun           | Camerun           | Congo-Brazzaville | Congo-Brazzaville | 0     | 0               |                 |                 |  |
|  | Camerun           | Camerun           |                   |                   |       | 0               |                 |                 |  |
|  | Congo-Brazzaville | Congo-Brazzaville | 1                 |                   |       | Finale 3º posto | Finale 3º posto | Finale 3º posto |  |
|  | Congo-Brazzaville | Congo-Brazzaville | 1                 |                   |       |                 |                 |                 |  |
|  |                   |                   |                   |                   |       |                 |                 |                 |  |
|  |                   |                   |                   |                   |       | Camerun         | Camerun         | 2               |  |
|  |                   |                   |                   |                   |       | Camerun         | Camerun         | 2               |  |
|  |                   |                   |                   |                   |       | Ciad            | Ciad            | 1               |  |

#### Semifinali
| 14 dicembre 1985 | Gabon | 3 – 0 | Ciad |  |

| 15 dicembre 1985 | Camerun | 0 – 1 | Congo-Brazzaville |  |

#### Finale 3º posto
| 18 dicembre 1985 | Camerun | 2 – 1 | Ciad |  |

#### Finale
| 19 dicembre 1985 | Gabon | 3 – 0 | Congo-Brazzaville |  |